# Frederico I de Nuremberga
Frederico I de Nuremberga (ca. 1139 - 1 de outubro de 1200), também conde de Zollern como Frederico III, foi o primeiro Burgrave de Nuremberga da casa de Hohenzollern. Ele era o filho mais novo do conde Frederico II de Zollern.

## Vida
A partir de 1171 Frederico I mostrou-se um adepto da dinastia de Hohenstaufen, ou seja, do Sacro Imperador Frederico I Barbarossa e seus filhos, o duque Frederico V da Suábia, o rei Filipe da Germânia e o futuro imperador Henrique VI, além de colaborar na ação de Barbarossa contra Henrique, o Leão em 1180. Ao casar-se, Frederico cujas posses neste momento estavam no ducado da Suábia, desposou Sofia de Raabs, a  herdeira do Burgraviate de Nuremberga em torno de 1184. Sofia era a única filha de Conrado II de Raabs.
Quando ele recebeu o burgraviate de Henrique VI (que já havia se tornado imperador) após a morte de Conrado de Raabs em torno 1191, ele se tornou o fundador do ramo da Suábia e da linha francônica casa de Hohenzollern, que ele renomeou Hohenzollern neste tempo para distingui-la da casa de Zollern. Através de sua esposa, como única herdeira dos condados de Raabs e Abenberg, Frederico foi capaz de adicionar posses na Áustria e Francônia, respectivamente, para sua linha.

## Descendência
Com Sofia de Raabs ele tinha seguintes filhos:
- Conrado I, Burgrave de Nuremberga (ca. 1261). Originou o ramo da Fracônia, que deu origem ao eleitores de Brandemburgo e reis da Prússia.
- Frederico IV, conde de Zollern (30 de Dezembro de 1255). Deu origem ao ramo da Suábia.
- Elisabeth (ca. 1255), casada com Landgrave Geraldo III de Leuchtenberga.